# Gélarith
Gélarith, fils de Gento et petit-fils de Genséric, est roi des Vandales et des Alains d'Afrique. 

## Biographie
Gélarith est né en 451, en Afrique du nord.
Membre de la famille royale vandale des Hasdings, il est le père de Gélimer, Ammatas, et Tzazo, et le dernier roi des Vandales et des Alains d'Afrique (« Rex Wandalorum Et Alanorum »). 
Il est mort en 483.